# De Ontdekfabriek
De Ontdekfabriek is een museum in Eindhoven. Het is gevestigd op Strijp-S, een oud fabrieksterrein van Philips. Het activiteitenaanbod is gericht op gezinnen met kinderen van 4 t/m 12 jaar en op zowel basis- als voortgezet onderwijs.

## Geschiedenis
Een techniekproject op Strijp-S genaamd 'De Uitvinders' trok in 2007 vierduizend kinderen. Als vervolg daarop ontwikkelden Hugo Vrijdag en Chris Voets het plan voor een plek op Strijp-S waar kinderen spelenderwijs met technologische snufjes in aanraking zouden kunnen komen. De Technische Universiteit Eindhoven en Stichting Techniekpromotie waren geïnteresseerd in het initiatief. In 2009 werd De Ontdekfabriek officieel geopend.

## De fabriek
In De Ontdekfabriek kunnen kinderen spelenderwijs kennisgemaken met wetenschap, innovatie en techniek. Er worden films vertoond en er kan ontdekt, ontworpen en gebouwd worden. Kinderen kunnen er zich wetenschapper wanen en zelf onderzoek doen.
Er zijn zowel binnen- als buitenactiviteiten met technische experimenten. Daarnaast zijn ook speciale workshops, zoals voor het bouwen van een kettingreactie, het bouwen van een bestuurbare auto, het opnemen van een reclamefilm of het afschieten van waterraketten.